# Emberek és állatok
Az Emberek és Állatok az Alvin és a mókusok együttes ötödik albuma. Ez az első Alvin album, amit nem csak magnókazettán, hanem CD-n is kiadtak. A CD-változaton 11 koncertfelvétel is található. 
Az albumon található egy Szécsi Pál-számnak (Azzurro) a feldolgozása is, lakodalmas ska műfajban. A dalban énekkel közreműködik a Macskanadrág énekese, Garfield. Több számban vendégművészként Barbinek Péter pozanon játszik.

## Az album dalai
1. XXI. század
2. Az élet megy tovább
3. Barátom
4. 2 tojás
5. 10 év múlva
6. Azzurro
7. Mástól félnek
8. Kultúrált
9. Hová tűntek a hősök?
10. Haragszom rád!
11. F. F
12. Happy End

### Koncertfelvételek
1. Kottona Klári
2. 1976
3. 21 múltam
4. Csoda
5. Szavazz rá!
6. Ami neked yo...
7. Unom már
8. Rémálom
9. Gondolsz-e majd rám?
10. Senki sem hibás
11. Kurva élet